# Anexo las Rosas de Guadalupe
Anexo las Rosas de Guadalupe är en ort i Mexiko.   Den ligger i kommunen Socoltenango och delstaten Chiapas, i den sydöstra delen av landet, 800 km sydost om huvudstaden Mexico City. Anexo las Rosas de Guadalupe ligger 615 meter över havet och antalet invånare är 165.
Terrängen runt Anexo las Rosas de Guadalupe är varierad. Runt Anexo las Rosas de Guadalupe är det ganska glesbefolkat, med 35 invånare per kvadratkilometer. Närmaste större samhälle är San Vicente la Mesilla, 5,5 km nordost om Anexo las Rosas de Guadalupe. Omgivningarna runt Anexo las Rosas de Guadalupe är en mosaik av jordbruksmark och naturlig växtlighet.